# 小行星10931
小行星10931（10931 Ceccano）是一颗绕太阳运转的小行星，为主小行星带小行星。该小行星于1998年2月16日发现。

## 轨道参数
小行星10931的轨道半长轴为2.6921816 UA，离心率为0.053。